# Valentin Magnan

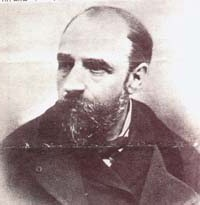
Jacques Joseph Valentin Magnan

Jacques Joseph Valentin Magnan (* 16. März 1835 in Perpignan; † 27. September 1916 in Paris) war ein französischer Arzt und Psychiater. Er gilt als einer der wichtigsten Theoretiker der Degenerationslehre des Fin de siècle.

## Leben
Magnan studierte Medizin in Montpellier und Lyon. 1858 wurde er Assistenzarzt im Lyoner Hospital, zog aber bald nach Paris weiter, wo er im Hospiz de l’Antiquaille arbeitete. Hier wurde auch sein Interesse an der Psychiatrie geweckt. Nach der Promotion am 29. Dezember 1863 wurde er zunächst Assistent von Victor Marcé und Prosper Lucas am Pariser Krankenhaus Bicêtre. 1865 wechselte er an das Krankenhaus Salpêtrière, wo er bei Jean-Pierre Falret arbeitete. Baron Georges-Eugène Haussmann wurde auf ihn aufmerksam, als Magnan 1867 am Pariser Hôspital de L’enfant Jésus erfolgreich den Kronprinzen Napoléon Eugène Louis Bonaparte behandelte. Haussmann übergab Magnan die Leitung der Aufnahmestation in der neuen Irrenanstalt Sainte-Anne in Paris.
Magnan arbeitete bis zu seiner Pensionierung am 30. Juli 1912 „als graue Eminenz der französischen Psychiatrie“ in Sainte-Anne, wo er auch klinische Psychiatrie unterrichtete und damit seine Schule begründete. Er erlebte es als persönliche Demütigung, dass 1875 nicht er als erfahrener Anstaltspsychiater, sondern der Neurologe Benjamin Ball (1833–1893) auf den 1877 errichteten neuen Lehrstuhl für Psychiatrie an der Pariser medizinischen Fakultät berufen wurde. Zeitgenossen beschrieben den nach einem Unfall in der Kindheit lahmenden Magnan als einen unfreundlichen, selbstgerechten Mann. Unter seinen Fachkollegen machte sich er viele Feinde und verlor mit den Jahren zunehmend an Einfluss. Nach Balls Tod in 1893, bewarb sich Magnan erneut und vergeblich um den Lehrstuhl. Er war Offizier der Ehrenlegion und Kommandeur des „Ordre royal de la Convention du Portugal“.

## Werk
Einen Namen machte sich Valentin Magnan zunächst mit Studien zur progressiven Paralyse. 1865 erhielt er den „Prix Civrieux“ der Académie nationale de Médecine für eine Arbeit über den Zusammenhang von Paralyse und Wahnsinn. 1866 habilitierte er sich über die Anatomie der Paralyse. Seine erste Publikation handelte allerdings 1864 über die Wirkungen der Gifte des Absinth. Mit seinen Experimenten über die Wirkungen des Absinths und des Alkoholkonsums auf die Psyche lieferte Magnan in den 1870er Jahren das wissenschaftliche Rüstzeug zur Kampagne, die 1915 zum Verbot des Absinths führte. Seine Theorien wurden von Émile Zola in seinem Roman Der Totschläger verarbeitet.
Besonders bekannt und umstritten wurde Magnan durch seine Arbeiten zur Klassifikation der Geisteskrankheiten. Er entwickelte dabei die Degenerationstheorie Bénédict Augustin Morels weiter, die er dabei ihrer religiösen Grundierung entkleidete. Er unterteilte die Geisteskrankheiten in das periodisch auftretende, grundsätzlich heilbare degenerative Irresein (dégénérescence mentale) und das progredient verlaufende, unheilbare délire chronique. Der Medizinhistoriker Edward Shorter hat Magnan deshalb vorgeworfen, die Doktrin der Degeneration verbreitet und die Akzeptanz der Schizophrenie in Frankreich blockiert zu haben, wodurch die französische Psychiatrie international isoliert worden sei. Magnans Auslegung der Degenerationstheorie wurde in der französischen Psychiatrie allerdings kritisch diskutiert, etwa auf einigen Versammlungen der Société médico-psychologique in den Jahren 1885 bis 1888. Anhängern der Morelschen Degenerationstheorie ging Magnan nicht weit genug; Kritikern der Degenerationslehre wiederum zu weit. Im Zuge der französischen Rezeption der Nosologie des deutschen Psychiaters Emil Kraepelin, wurde Magnans Systematik dann als falsch und überholt angesehen. In Deutschland wurden Magnans Thesen vor allem durch Übersetzungen von Paul Julius Möbius verbreitet.

## Schriften
- Étude expérimentale et clinique sur l’alcoolisme. alcool et absinthe, épilepsie absinthique. Paris 1871.
- De l’Alcoolisme, des diverses formes du délire alcoolique et de leur traitement. Paris 1874.
- Recherches sur les centres nerveux: Alcoholisme, folie des heréditaires dégénérés, paralysei générale, Médicine legale. Paris 1876–1893.
- Leçons cliniques sur la Dèpromanie faites a l’asile de Sainte-Anne., Paris 1884.
- Des Anomalies, des aberrations et des perversions sexuelles, par Magnan… (Communication faite à l'Académie de médecine dans la séance du 13 janvier 1885.). Paris 1885.
- Psychiatrische Vorlesungen. Deutsch von Paul Julius Möbius. Thieme, Leipzig 1891.
- mit Paul J. Möbius: Ueber das „Délire chronique à évolution systématique“ (Paranoia chronica mit systematischer Entwickelung oder Paranoia completa). Thieme, Leipzig 1891.
- mit Paul J. Möbius: Ueber die Geistesstörungen der Entarteten. Thieme, Leipzig 1892.
- mit Paul J. Möbius: Ueber die Geistesstörungen der Entarteten (Fortsetzung), über das intermittierende Irresein u. A. Thieme, Leipzig 1893.
- mit Paul J. Möbius: Ueber Manie, ueber Alkoholismus, ueber Simulation und Verkennung des Irrsinns. Thieme, Leipzig 1893.